# Macrosphenus kempi
El picolargo de Kemp (Macrosphenus kempi) es una especie de ave paseriforme de la familia Macrosphenidae propia de África Occidental.

## Distribución y hábitat
Se encuentra en Camerún, Costa de Marfil, Ghana, Guinea, Liberia Nigeria y Sierra Leona.
Su hábitat natural son los bosques húmedos tropicales de zonas bajas.